# Hayfield (Virginia)
Hayfield es un lugar designado por el censo situado en el condado de Fairfax, Virginia  (Estados Unidos). Según el censo de 2010 tenía una población de 3.909 habitantes.

## Demografía
Según el censo de 2010, Hayfield tenía una población en la que el 77,5% eran blancos; el 10,8% afroamericanos; el 0,3% eran indios americanos y nativos de Alaska; el 6,3% eran asiáticos; el 0,1% hawaianos y otros isleños del Pacífico; el 1,5% de otra raza, y el 3,5% a partir de dos o más razas. El 0,2% del total de la población eran hispanos o latinos de cualquier raza.